# Fullsjön
Fullsjön är en sjö i Ragunda kommun i Jämtland och ingår i Indalsälvens huvudavrinningsområde. Sjön har en area på 1,79 kvadratkilometer och ligger 372 meter över havet. Sjön avvattnas av vattendraget Gilleran.

## Delavrinningsområde
Fullsjön ingår i det delavrinningsområde (703871-150727) som SMHI kallar för Utloppet av Fullsjön. Medelhöjden är 427 meter över havet och ytan är 17,56 kvadratkilometer. Räknas de 3 avrinningsområdena uppströms in blir den ackumulerade arean 47,06 kvadratkilometer. Gilleran som avvattnar avrinningsområdet har biflödesordning 2, vilket innebär att vattnet flödar genom totalt 2 vattendrag innan det når havet efter 159 kilometer. Avrinningsområdet består mestadels av skog (80 procent). Avrinningsområdet har 1,94 kvadratkilometer vattenytor vilket ger det en sjöprocent på 7,2 procent.